# IJshockey op de Olympische Winterspelen 2018 - Mannen
Het ijshockeytoernooi voor mannen op de Olympische Winterspelen 2018 vond plaats in het Zuid-Koreaanse Pyeongchang. Er werd gespeeld van 14 tot en met 25 februari in het Gangneung Hockey Centre en de Kwandong Hockey Centre. De titelverdediger was Canada. Dit land won nu de bronzen medaille. Het goud was voor de olympische atleten uit Rusland en het zilver voor Duitsland.

## Opzet
De twaalf deelnemende teams zijn onderverdeeld in drie groepen van vier en spelen van 14 tot en met 18 februari de groepsfase. Na de groepsfase wordt een ranglijst opgemaakt. De volgende criteria worden gebruikt bij het opmaken van de ranglijst: eindstand in de groep; aantal punten; doelsaldo; aantal gescoorde doelpunten; IIHF world ranking. De eerste vier teams, de groepswinnaars en de beste nummer twee, krijgen in de knock-outfase vrij in de eerste ronde. De overige acht landen spelen een play-offronde voor de laatste vier plekken in de kwartfinale. Vanaf de kwartfinale wordt er verder gespeeld volgens het knock-outsysteem.

## Wedstrijdschema
| Onderdeel     | Datum       | Lokale tijd | MET   |
| ------------- | ----------- | ----------- | ----- |
| Groepsfase    | 14 februari | 21:10       | 13:10 |
| Groepsfase    | 15 februari | 12:10       | 04:10 |
| Groepsfase    | 15 februari | 16:40       | 08:40 |
| Groepsfase    | 15 februari | 21:10       | 13:10 |
| Groepsfase    | 16 februari | 12:10       | 04:10 |
| Groepsfase    | 16 februari | 16:40       | 08:40 |
| Groepsfase    | 16 februari | 21:10       | 13:10 |
| Groepsfase    | 17 februari | 12:10       | 04:10 |
| Groepsfase    | 17 februari | 16:40       | 08:40 |
| Groepsfase    | 17 februari | 21:10       | 13:10 |
| Groepsfase    | 18 februari | 12:10       | 04:10 |
| Groepsfase    | 18 februari | 16:40       | 08:40 |
| Groepsfase    | 18 februari | 21:10       | 13:10 |
| Play-offs     | 20 februari | 12:10       | 04:10 |
| Play-offs     | 20 februari | 16:40       | 08:40 |
| Play-offs     | 20 februari | 21:10       | 13:10 |
| Kwartfinales  | 21 februari | 12:10       | 04:10 |
| Kwartfinales  | 21 februari | 16:40       | 08:40 |
| Kwartfinales  | 21 februari | 21:10       | 13:10 |
| Halve finales | 23 februari | 16:40       | 08:40 |
| Halve finales | 23 februari | 21:10       | 13:10 |
| 3e/4e plaats  | 24 februari | 21:10       | 13:10 |
| Finale        | 25 februari | 13:10       | 05:10 |

## Kwalificatie

### Proces
De eerste acht landen van de wereldranglijst na het wereldkampioenschap ijshockey voor mannen in 2015 waren direct gekwalificeerd. Daarnaast was het gastland gekwalificeerd. De overige landen konden kwalificatie afdwingen via drie kwalificatie toernooien in Wit-Rusland, Noorwegen en Letland. Zweden, Finland, Canada, Verenigde Staten, Tsjechië, Zwitserland, Slowakije, Olympische atleten uit Rusland en Zuid-Korea kwalificeerden zich zodoende direct door hun ranking. Slovenië, Duitsland en Noorwegen wonnen de drie kwalificatietoernooien en dwongen zo kwalificatie af.

### Deelnemende landen
| Land             | Kwalificatie         | Kwalificatie     | Eerder deelnames | Eerder deelnames | Eerder deelnames |
| Land             | Manier               | Datum            | Aantal           | Sotsji 2014      | Beste prestatie |
| ---------------- | -------------------- | ---------------- | ---------------- | ---------------- | --- |
| Zuid-Korea       | Gastland             | Gastland         | 0                | n.v.t.           | n.v.t. |
| Canada           | IIHF Ranking 1       | 17 mei 2015      | 21               | Kampioen         | Kampioen (Antwerpen 1920, Chamonix 1924, Sankt Moritz 1928, Lake Placid 1932, Sankt Moritz 1948, Oslo 1952, Salt Lake City 2002, Vancouver 2010 & Sotsji 2014) |
| Rusland1         | IIHF Ranking 2       | 17 mei 2015      | 6                | Kwartfinale      | 2e plaats (Nagano 1998) |
| Zweden           | IIHF Ranking 3       | 17 mei 2015      | 21               | 2e plaats        | Kampioen (Lillehammer 1994 & Turijn 2006) |
| Finland          | IIHF Ranking 4       | 17 mei 2015      | 16               | 3e plaats        | 2e plaats (Calgary 1988 & Turijn 2006) |
| Verenigde Staten | IIHF Ranking 5       | 17 mei 2015      | 22               | 4e plaats        | Kampioen (Squaw Valley 1960 & Lake Placid 1980) |
| Tsjechië2        | IIHF Ranking 6       | 17 mei 2015      | 6                | Kwartfinale      | Kampioen (Nagano 1998) |
| Zwitserland      | IIHF Ranking 7       | 17 mei 2015      | 16               | Play-offs        | 3e plaats (Sankt Moritz 1928 & Sankt Moritz 1948) |
| Slowakije2       | IIHF Ranking 8       | 17 mei 2015      | 6                | Play-offs        | 4e plaats (Vancouver 2010) |
| Slovenië3        | Kwalificatietoernooi | 4 september 2016 | 1                | Kwartfinale      | Kwartfinale (Sotsji 2014) |
| Duitsland        | Kwalificatietoernooi | 4 september 2016 | 20               | Play-offs        | 3e plaats (Lake Placid 1932 & Innsbruck 1976)) |
| Noorwegen        | Kwalificatietoernooi | 4 september 2016 | 11               | Play-offs        | Play-offs (Vancouver 2010) |

1 Prestaties van de Sovjet-Unie niet meegerekend.

2 Prestaties van Tsjecho-Slowakije niet meegerekend.

3 Prestaties van Joegoslavië niet meegerekend.

## Groepsfase
Alle tijden zijn lokaal (UTC+9).

### Groep A
| # | Land        | Wedstrijden | Wedstrijden | Wedstrijden | Wedstrijden | Wedstrijden | Doelpunten | Doelpunten | Doelpunten | Punten |
| # | Land        | G           | W           | OTW         | OTV         | V           | V          | T          | Saldo      | Punten |
| - | ----------- | ----------- | ----------- | ----------- | ----------- | ----------- | ---------- | ---------- | ---------- | ------ |
| 1 | Tsjechië    | 3           | 2           | 1           | 0           | 0           | 9          | 4          | +5         | 8      |
| 2 | Canada      | 3           | 2           | 0           | 1           | 0           | 11         | 4          | +7         | 7      |
| 3 | Zwitserland | 3           | 1           | 0           | 0           | 2           | 10         | 9          | +1         | 3      |
| 4 | Zuid-Korea  | 3           | 0           | 0           | 0           | 3           | 1          | 14         | -13        | 0      |

| 15 februari 2018 21:10 | Tsjechië | 2–1 (2–1, 0–0, 0–0) | Zuid-Korea | Gangneung Hockey Centre Toeschouwers: 6.025 |

| Wedstrijdreferentie                                                                       | Wedstrijdreferentie | Wedstrijdreferentie                    | Wedstrijdreferentie | Wedstrijdreferentie                                                                       |
| ----------------------------------------------------------------------------------------- | ------------------- | -------------------------------------- | ------------------- | ----------------------------------------------------------------------------------------- |
|                                                                                           | Pavel Francouz      | Goalies                                | Matt Dalton         | Scheidsrechters: Mark Lemelin Linus Öhlund Grensrechters: Henrik Pihlblad Sakari Suominen |
| J. Kovář (M. Řepík, J. Sekáč) (PP) – 11:59 M. Řepík (M. Birner, P. Francouz) (SH) – 16:18 | 0–1 1–1 2–1         | 07:34 – Cho M. (B. Radunske, M. Swift) |                     | Scheidsrechters: Mark Lemelin Linus Öhlund Grensrechters: Henrik Pihlblad Sakari Suominen |
| 8 min                                                                                     | Penalty's           | 6 min                                  |                     | Scheidsrechters: Mark Lemelin Linus Öhlund Grensrechters: Henrik Pihlblad Sakari Suominen |
| 40                                                                                        | Schoten             | 18                                     |                     | Scheidsrechters: Mark Lemelin Linus Öhlund Grensrechters: Henrik Pihlblad Sakari Suominen |

| 15 februari 2018 21:10 | Zwitserland | 1–5 (0–2, 0–2, 1–1) | Canada | Kwandong Hockey Centre Toeschouwers: 2.802 |

| Wedstrijdreferentie                                 | Wedstrijdreferentie          | Wedstrijdreferentie | Wedstrijdreferentie | Wedstrijdreferentie                                                                               |
| --------------------------------------------------- | ---------------------------- | --- | ------------------- | ------------------------------------------------------------------------------------------------- |
|                                                     | Leonardo Genoni Jonas Hiller | Goalies | Ben Scrivens        | Scheidsrechters: Antonín Jeřábek Konstantin Olenin Grensrechters: Jimmy Dahmen Aleksandr Otmachov |
| S. Moser (T. Rüfenacht, A. Ambühl) (PP, EA) – 47:33 | 0–1 0–2 0–3 0–4 1–4 1–5      | 02:57 – R. Bourque (C. Lee, D. Roy) 07:30 – M. Noreau (C. Lee, D. Roy) (PP) 25:00 – R. Bourque (D. Roy) (PP) 25:52 – W. Wolski (M. Noreau) 54:53 – W. Wolski (C. Kelly, A. Ebbett) (ENG) |                     | Scheidsrechters: Antonín Jeřábek Konstantin Olenin Grensrechters: Jimmy Dahmen Aleksandr Otmachov |
| 6 min                                               | Penalty's                    | 6 min |                     | Scheidsrechters: Antonín Jeřábek Konstantin Olenin Grensrechters: Jimmy Dahmen Aleksandr Otmachov |
| 29                                                  | Schoten                      | 28 |                     | Scheidsrechters: Antonín Jeřábek Konstantin Olenin Grensrechters: Jimmy Dahmen Aleksandr Otmachov |

| 17 februari 2018 12:10 | Canada | 2–3 GWS (2–1, 0–1, 0–0) (OT: 0–0) (SO: 0–1) | Tsjechië | Gangneung Hockey Centre Toeschouwers: 6.731 |

| Wedstrijdreferentie                                                                         | Wedstrijdreferentie | Wedstrijdreferentie                                        | Wedstrijdreferentie | Wedstrijdreferentie                                                                   |
| ------------------------------------------------------------------------------------------- | ------------------- | ---------------------------------------------------------- | ------------------- | ------------------------------------------------------------------------------------- |
|                                                                                             | Ben Scrivens        | Goalies                                                    | Pavel Francouz      | Scheidsrechters: Roman Gofman Anssi Salonen Grensrechters: Gleb Lazarov Judson Ritter |
| M. Raymond (L. Vey, M. Gragnani) (PP) – 01:13 R. Bourque (M. Noreau, G. Brulé) (PP) – 13:30 | 1–0 1–1 2–1 2–2     | 06:52 – D. Kubalík 20:25 – M. Jordán (M. Birner, R. Horák) |                     | Scheidsrechters: Roman Gofman Anssi Salonen Grensrechters: Gleb Lazarov Judson Ritter |
| 6 min                                                                                       | Penalty's           | 10 min                                                     |                     | Scheidsrechters: Roman Gofman Anssi Salonen Grensrechters: Gleb Lazarov Judson Ritter |
| 33                                                                                          | Schoten             | 21                                                         |                     | Scheidsrechters: Roman Gofman Anssi Salonen Grensrechters: Gleb Lazarov Judson Ritter |

| 17 februari 2018 16:40 | Zuid-Korea | 0–8 (0–1, 0–2, 0–5) | Zwitserland | Gangneung Hockey Centre Toeschouwers: 6.568 |

| Wedstrijdreferentie | Wedstrijdreferentie             | Wedstrijdreferentie | Wedstrijdreferentie | Wedstrijdreferentie                                                                        |
| ------------------- | ------------------------------- | --- | ------------------- | ------------------------------------------------------------------------------------------ |
|                     | Matt Dalton Park Sung-je        | Goalies | Jonas Hiller        | Scheidsrechters: Jan Hribik Aleksi Rantala Grensrechters: Miroslav Lhotský Fraser McIntyre |
|                     | 0–1 0–2 0–3 0–4 0–5 0–6 0–7 0–8 | 10:23 – D. Hollenstein (G. Haas, R. Loeffel) 27:36 – F. Du Bois 35:55 – P. Suter (F. Herzog) 43:50 – T. Rüfenacht (R. Untersander, C. Almond) 45:17 – P. Suter (A. Ambühl, S. Moser) 46:45 – R. Schäppi (C. Almond, P. Geering) 51:24 – P. Suter (P. Geering, A. Ambühl) 55:10 – E. Corvi (G. Hofmann, F. Du Bois) |                     | Scheidsrechters: Jan Hribik Aleksi Rantala Grensrechters: Miroslav Lhotský Fraser McIntyre |
| 8 min               | Penalty's                       | 10 min |                     | Scheidsrechters: Jan Hribik Aleksi Rantala Grensrechters: Miroslav Lhotský Fraser McIntyre |
| 25                  | Schoten                         | 34 |                     | Scheidsrechters: Jan Hribik Aleksi Rantala Grensrechters: Miroslav Lhotský Fraser McIntyre |

| 18 februari 2018 16:40 | Tsjechië | 4–1 (1–1, 0–0, 3–0) | Zwitserland | Gangneung Hockey Centre Toeschouwers: 6.137 |

| Wedstrijdreferentie | Wedstrijdreferentie | Wedstrijdreferentie                        | Wedstrijdreferentie | Wedstrijdreferentie                                                                            |
| --- | ------------------- | ------------------------------------------ | ------------------- | ---------------------------------------------------------------------------------------------- |
| | Pavel Francouz      | Goalies                                    | Jonas Hiller        | Scheidsrechters: Brett Iverson Konstantin Olenin Grensrechters: Judson Ritter Nathan Vanoosten |
| M. Řepík (M. Erat, R. Horák) (PP) – 07:09 D. Kubalík (J. Kovář, J. Kolář) – 43:02 R. Červenka (J. Kolář) (ENG) – 58:40 M. Řepík (M. Birner, J. Nakládal) (ENG) – 59:11 | 1–0 1–1 2–1 3–1 4–1 | 14:47 – T. Rüfenacht (A. Ambühl, P. Suter) |                     | Scheidsrechters: Brett Iverson Konstantin Olenin Grensrechters: Judson Ritter Nathan Vanoosten |
| 10 min | Penalty's           | 2 min                                      |                     | Scheidsrechters: Brett Iverson Konstantin Olenin Grensrechters: Judson Ritter Nathan Vanoosten |
| 28 | Schoten             | 29                                         |                     | Scheidsrechters: Brett Iverson Konstantin Olenin Grensrechters: Judson Ritter Nathan Vanoosten |

| 18 februari 2018 21:10 | Canada | 4–0 (1–0, 1–0, 2–0) | Zuid-Korea | Gangneung Hockey Centre Toeschouwers: 6.038 |

| Wedstrijdreferentie | Wedstrijdreferentie | Wedstrijdreferentie | Wedstrijdreferentie | Wedstrijdreferentie                                                                   |
| --- | ------------------- | ------------------- | ------------------- | ------------------------------------------------------------------------------------- |
| | Kevin Poulin        | Goalies             | Matt Dalton         | Scheidsrechters: Jozef Kubuš Daniel Stricker Grensrechters: Nicolas Fluri Vít Lederer |
| C. Thomas (C. Genoway, W. Wolski) – 07:36 E. O'Dell (M. Gragnani, M. Noreau) – 34:22 M. Lapierre (D. Roy) – 45:43 G. Brulé (C. Lee, D. Roy) (PP) – 58:02 | 1–0 2–0 3–0 4–0     |                     |                     | Scheidsrechters: Jozef Kubuš Daniel Stricker Grensrechters: Nicolas Fluri Vít Lederer |
| 8 min | Penalty's           | 8 min               |                     | Scheidsrechters: Jozef Kubuš Daniel Stricker Grensrechters: Nicolas Fluri Vít Lederer |
| 49 | Schoten             | 19                  |                     | Scheidsrechters: Jozef Kubuš Daniel Stricker Grensrechters: Nicolas Fluri Vít Lederer |

### Groep B
| # | Land                           | Wedstrijden | Wedstrijden | Wedstrijden | Wedstrijden | Wedstrijden | Doelpunten | Doelpunten | Doelpunten | Punten |
| # | Land                           | G           | W           | OTW         | OTV         | V           | V          | T          | Saldo      | Punten |
| - | ------------------------------ | ----------- | ----------- | ----------- | ----------- | ----------- | ---------- | ---------- | ---------- | ------ |
| 1 | Olympische atleten uit Rusland | 3           | 2           | 0           | 0           | 1           | 14         | 5          | +9         | 6      |
| 2 | Slovenië                       | 3           | 0           | 2           | 0           | 1           | 8          | 12         | -4         | 4      |
| 3 | Verenigde Staten               | 3           | 1           | 0           | 1           | 1           | 4          | 8          | -4         | 4      |
| 4 | Slowakije                      | 3           | 1           | 0           | 1           | 1           | 6          | 7          | -1         | 4      |

| 14 februari 2018 21:10 | Slowakije | 3–2 (2–2, 0–0, 1–0) | Olympische atleten uit Rusland | Gangneung Hockey Centre Toeschouwers: 4.025 |

| Wedstrijdreferentie                                                                            | Wedstrijdreferentie | Wedstrijdreferentie                                                                       | Wedstrijdreferentie | Wedstrijdreferentie                                                                       |
| ---------------------------------------------------------------------------------------------- | ------------------- | ----------------------------------------------------------------------------------------- | ------------------- | ----------------------------------------------------------------------------------------- |
|                                                                                                | Branislav Konrád    | Goalies                                                                                   | Vasili Kosjetsjkin  | Scheidsrechters: Brett Iverson Aleksi Rantala Grensrechters: Vít Lederer Nathan Vanoosten |
| P. Ölvecký (D. Graňák) – 16:05 M. Bakoš – 17:55 P. Čerešňák (M. Haščák, M. Bakoš) (PP) – 48:30 | 0–1 0–2 1–2 2–2 3–2 | 02:54 – V. Gavrikov (V. Vojnov, S. Sjirokov) 04:08 – K. Kaprizov (N. Goesev, V. Gavrikov) |                     | Scheidsrechters: Brett Iverson Aleksi Rantala Grensrechters: Vít Lederer Nathan Vanoosten |
| 12 min                                                                                         | Penalty's           | 10 min                                                                                    |                     | Scheidsrechters: Brett Iverson Aleksi Rantala Grensrechters: Vít Lederer Nathan Vanoosten |
| 19                                                                                             | Schoten             | 22                                                                                        |                     | Scheidsrechters: Brett Iverson Aleksi Rantala Grensrechters: Vít Lederer Nathan Vanoosten |

| 14 februari 2018 21:10 | Verenigde Staten | 2–3 OT (1–0, 1–0, 0–2) (OT: 0–1) | Slovenië | Kwandong Hockey Centre Toeschouwers: 3.348 |

| Wedstrijdreferentie                                                                     | Wedstrijdreferentie | Wedstrijdreferentie | Wedstrijdreferentie | Wedstrijdreferentie                                                                     |
| --------------------------------------------------------------------------------------- | ------------------- | --- | ------------------- | --------------------------------------------------------------------------------------- |
|                                                                                         | Ryan Zapolski       | Goalies | Gašper Krošelj      | Scheidsrechters: Jan Hribik Anssi Salonen Grensrechters: Roman Kaderli Lukas Kohlmüller |
| B. O'Neill (G. Roe, R. Donato) – 17:44 J. Greenway (B. O'Neill, B. Sanguinetti) – 32:57 | 1–0 2–0 2–1 2–2 2–3 | 45:49 – J. Urbas (B. Gregorc, L. Vidmar) 58:23 – J. Muršak (B. Gregorc, M. Verlič) 60:38 – J. Muršak (R. Tičar, J. Urbas) |                     | Scheidsrechters: Jan Hribik Anssi Salonen Grensrechters: Roman Kaderli Lukas Kohlmüller |
| 6 min                                                                                   | Penalty's           | 6 min |                     | Scheidsrechters: Jan Hribik Anssi Salonen Grensrechters: Roman Kaderli Lukas Kohlmüller |
| 36                                                                                      | Schoten             | 25 |                     | Scheidsrechters: Jan Hribik Anssi Salonen Grensrechters: Roman Kaderli Lukas Kohlmüller |

| 16 februari 2018 12:10 | Verenigde Staten | 2–1 (1–1, 0–0, 1–0) | Slowakije | Gangneung Hockey Centre Toeschouwers: 5.652 |

| Wedstrijdreferentie                                                                             | Wedstrijdreferentie | Wedstrijdreferentie                         | Wedstrijdreferentie | Wedstrijdreferentie                                                                          |
| ----------------------------------------------------------------------------------------------- | ------------------- | ------------------------------------------- | ------------------- | -------------------------------------------------------------------------------------------- |
|                                                                                                 | Ryan Zapolski       | Goalies                                     | Ján Laco            | Scheidsrechters: Olivier Gouin Tobias Wehrli Grensrechters: Nicolas Fluri Aleksandr Otmachov |
| R. Donato (T. Terry, C. Bourque) (PP) – 07:10 R. Donato (M. Arcobello, C. Bourque) (PP) – 42:51 | 1–0 1–1 2–1         | 07:35 – A. Kudrna (T. Surový, M. Čajkovský) |                     | Scheidsrechters: Olivier Gouin Tobias Wehrli Grensrechters: Nicolas Fluri Aleksandr Otmachov |
| 4 min                                                                                           | Penalty's           | 10 min                                      |                     | Scheidsrechters: Olivier Gouin Tobias Wehrli Grensrechters: Nicolas Fluri Aleksandr Otmachov |
| 31                                                                                              | Schoten             | 22                                          |                     | Scheidsrechters: Olivier Gouin Tobias Wehrli Grensrechters: Nicolas Fluri Aleksandr Otmachov |

| 16 februari 2018 16:40 | Olympische atleten uit Rusland | 8–2 (2–0, 4–1, 2–1) | Slovenië | Gangneung Hockey Centre Toeschouwers: 6.018 |

| Wedstrijdreferentie | Wedstrijdreferentie                     | Wedstrijdreferentie                                       | Wedstrijdreferentie | Wedstrijdreferentie                                                                          |
| --- | --------------------------------------- | --------------------------------------------------------- | ------------------- | -------------------------------------------------------------------------------------------- |
| | Vasili Kosjetsjkin Ilja Sorokin         | Goalies                                                   | Luka Gračnar        | Scheidsrechters: Mark Lemelin Daniel Stricker Grensrechters: Lukas Kohlmüller Hannu Sormunen |
| S. Mozjakin (P. Datsjoek, Goesev) (PP) – 18:23 I. Kovaltsjoek (J. Jakovlev, S. Andronov) – 18:45 A. Barabanov (Grigorenko, Kalinin) (PP) – 26:00 I. Kabloekov (I. Kovaltsjoek, A. Zoeb) – 28:48 K. Kaprizov (N. Goesev, B. Kiselevitsj) – 30:02 I. Kovaltsjoek (S. Kalinin, S. Andronov) – 37:16 K. Kaprizov (P. Datsjoek, B. Kiselevitsj) – 41:15 K. Kaprizov (A. Zoeb, N. Goesev) – 47:12 | 1–0 2–0 3–0 4–0 5–0 5–1 6–1 7–1 8–1 8–2 | 33:31 – J. Muršak (M. Verlič, A. Kuralt) 59:27 – Ž. Pance |                     | Scheidsrechters: Mark Lemelin Daniel Stricker Grensrechters: Lukas Kohlmüller Hannu Sormunen |
| 8 min | Penalty's                               | 6 min                                                     |                     | Scheidsrechters: Mark Lemelin Daniel Stricker Grensrechters: Lukas Kohlmüller Hannu Sormunen |
| 34 | Schoten                                 | 15                                                        |                     | Scheidsrechters: Mark Lemelin Daniel Stricker Grensrechters: Lukas Kohlmüller Hannu Sormunen |

| 17 februari 2018 21:10 | Olympische atleten uit Rusland | 4–0 (1–0, 2–0, 1–0) | Verenigde Staten | Gangneung Hockey Centre Toeschouwers: 6.473 |

| Wedstrijdreferentie | Wedstrijdreferentie | Wedstrijdreferentie | Wedstrijdreferentie | Wedstrijdreferentie                                                                |
| --- | ------------------- | ------------------- | ------------------- | ---------------------------------------------------------------------------------- |
| | Vasili Kosjetsjkin  | Goalies             | Ryan Zapolski       | Scheidsrechters: Jozef Kubuš Linus Öhlund Grensrechters: Vít Lederer Nicolas Fluri |
| N. Prochorkin (S. Mozjakin, A. Barabanov) – 07:21 N. Prochorkin (S. Sjirokov, S. Mozjakin) – 22:14 I. Kovaltsjoek (S. Andronov) – 39:59 I. Kovaltsjoek (V. Vojnov, S. Andronov) – 40:28 | 1–0 2–0 3–0 4–0     |                     |                     | Scheidsrechters: Jozef Kubuš Linus Öhlund Grensrechters: Vít Lederer Nicolas Fluri |
| 10 min | Penalty's           | 10 min              |                     | Scheidsrechters: Jozef Kubuš Linus Öhlund Grensrechters: Vít Lederer Nicolas Fluri |
| 26 | Schoten             | 29                  |                     | Scheidsrechters: Jozef Kubuš Linus Öhlund Grensrechters: Vít Lederer Nicolas Fluri |

| 17 februari 2018 21:10 | Slovenië | 3–2 GWS (0–0, 2–1, 0–1) (OT: 0–0) (SO: 1–0) | Slowakije | Kwandong Hockey Centre Toeschouwers: 4.085 |

| Wedstrijdreferentie                                                                           | Wedstrijdreferentie | Wedstrijdreferentie                                                                        | Wedstrijdreferentie | Wedstrijdreferentie                                                                          |
| --------------------------------------------------------------------------------------------- | ------------------- | ------------------------------------------------------------------------------------------ | ------------------- | -------------------------------------------------------------------------------------------- |
|                                                                                               | Gašper Krošelj      | Goalies                                                                                    | Branislav Konrád    | Scheidsrechters: Antonín Jeřábek Timothy Mayer Grensrechters: Hannu Sormunen Sakari Suominen |
| B. Gregorc (J. Muršak, A. Kuralt) (PP) – 21:00 A. Kuralt (J. Muršak, B. Gregorc) (PP) – 24:16 | 1–0 2–0 2–1 2–2     | 35:43 – M. Bubela (P. Čerešňák, D. Graňák) (PP) 45:56 – M. Haščák (D. Graňák, P. Čerešňák) |                     | Scheidsrechters: Antonín Jeřábek Timothy Mayer Grensrechters: Hannu Sormunen Sakari Suominen |
| 4 min                                                                                         | Penalty's           | 8 min                                                                                      |                     | Scheidsrechters: Antonín Jeřábek Timothy Mayer Grensrechters: Hannu Sormunen Sakari Suominen |
| 30                                                                                            | Schoten             | 25                                                                                         |                     | Scheidsrechters: Antonín Jeřábek Timothy Mayer Grensrechters: Hannu Sormunen Sakari Suominen |

### Groep C
| # | Land      | Wedstrijden | Wedstrijden | Wedstrijden | Wedstrijden | Wedstrijden | Doelpunten | Doelpunten | Doelpunten | Punten |
| # | Land      | G           | W           | OTW         | OTV         | V           | V          | T          | Saldo      | Punten |
| - | --------- | ----------- | ----------- | ----------- | ----------- | ----------- | ---------- | ---------- | ---------- | ------ |
| 1 | Zweden    | 3           | 3           | 0           | 0           | 0           | 8          | 1          | +7         | 9      |
| 2 | Finland   | 3           | 2           | 0           | 0           | 1           | 11         | 6          | +5         | 6      |
| 3 | Duitsland | 3           | 0           | 1           | 0           | 2           | 4          | 7          | -3         | 2      |
| 4 | Noorwegen | 3           | 0           | 0           | 1           | 2           | 2          | 11         | -9         | 1      |

| 15 februari 2018 12:10 | Finland | 5–2 (2–1, 2–0, 1–1) | Duitsland | Gangneung Hockey Centre Toeschouwers: 3.695 |

| Wedstrijdreferentie | Wedstrijdreferentie         | Wedstrijdreferentie                                            | Wedstrijdreferentie  | Wedstrijdreferentie                                                                     |
| --- | --------------------------- | -------------------------------------------------------------- | -------------------- | --------------------------------------------------------------------------------------- |
| | Mikko Koskinen              | Goalies                                                        | Danny aus den Birken | Scheidsrechters: Oliver Gouin Jozef Kubuš Grensrechters: Nicolas Fluri Miroslav Lhotský |
| S. Lepistö (P. Kontiola, E. Tolvanen) (PP) – 03:13 M. Pyörälä (J. Lajunen, S. Manninen) – 15:30 Tolvanen (Hartikainen, Kemppainen) (PP) – 37:22 L. Kukkonen (P. Kontiola, E. Tolvanen) – 38:43 J. Kemppainen (Tolvanen, Lepistö) (PP) – 52:48 | 1–0 1–1 2–1 3–1 4–1 4–2 5–2 | 08:44 – B. Macek (C. Ehrhoff, D. Wolf) (PP) 41:51 – F. Hördler |                      | Scheidsrechters: Oliver Gouin Jozef Kubuš Grensrechters: Nicolas Fluri Miroslav Lhotský |
| 10 min | Penalty's                   | 10 min                                                         |                      | Scheidsrechters: Oliver Gouin Jozef Kubuš Grensrechters: Nicolas Fluri Miroslav Lhotský |
| 20 | Schoten                     | 24                                                             |                      | Scheidsrechters: Oliver Gouin Jozef Kubuš Grensrechters: Nicolas Fluri Miroslav Lhotský |

| 15 februari 2018 16:40 | Noorwegen | 0–4 (0–2, 0–0, 0–2) | Zweden | Gangneung Hockey Centre Toeschouwers: 3.961 |

| Wedstrijdreferentie | Wedstrijdreferentie | Wedstrijdreferentie | Wedstrijdreferentie | Wedstrijdreferentie                                                                   |
| ------------------- | ------------------- | --- | ------------------- | ------------------------------------------------------------------------------------- |
|                     | Lars Haugen         | Goalies | Viktor Fasth        | Scheidsrechters: Roman Gofman Tobias Wehrli Grensrechters: Gleb Lazarev Judson Ritter |
|                     | 0–1 0–2 0–3 0–4     | 05:29 – P. Lindholm (L. Omark, O. Möller) 16:46 – A. Lander (S. Bertilsson) 48:42 – D. Everberg (L. Omark, J. Fransson) 49:04 – M. Wikstrand (L. Omark, D. Everberg) |                     | Scheidsrechters: Roman Gofman Tobias Wehrli Grensrechters: Gleb Lazarev Judson Ritter |
| 14 min              | Penalty's           | 12 min |                     | Scheidsrechters: Roman Gofman Tobias Wehrli Grensrechters: Gleb Lazarev Judson Ritter |
| 17                  | Schoten             | 27 |                     | Scheidsrechters: Roman Gofman Tobias Wehrli Grensrechters: Gleb Lazarev Judson Ritter |

| 16 februari 2018 21:10 | Finland | 5–1 (1–1, 1–0, 3–0) | Noorwegen | Gangneung Hockey Centre Toeschouwers: 4.180 |

| Wedstrijdreferentie | Wedstrijdreferentie     | Wedstrijdreferentie                           | Wedstrijdreferentie | Wedstrijdreferentie                                                                   |
| --- | ----------------------- | --------------------------------------------- | ------------------- | ------------------------------------------------------------------------------------- |
| | Mikko Koskinen          | Goalies                                       | Lars Haugen         | Scheidsrechters: Jan Hribik Brett Iverson Grensrechters: Jimmy Dahmen Fraser McIntyre |
| E. Tolvanen (S. Lepistö) (PP) – 16:36 E. Tolvanen (J. Peltola) – 25:32 V. Savinainen (J. Koskiranta) – 42:59 S. Lepistö (P. Kontiola) (PP) – 47:54 S. Manninen (P. Kontiola) – 56:48 | 0–1 1–1 2–1 3–1 4–1 5–1 | 06:29 – P. Thoresen (Kristiansen, Olimb) (PP) |                     | Scheidsrechters: Jan Hribik Brett Iverson Grensrechters: Jimmy Dahmen Fraser McIntyre |
| 8 min | Penalty's               | 12 min                                        |                     | Scheidsrechters: Jan Hribik Brett Iverson Grensrechters: Jimmy Dahmen Fraser McIntyre |
| 30 | Schoten                 | 22                                            |                     | Scheidsrechters: Jan Hribik Brett Iverson Grensrechters: Jimmy Dahmen Fraser McIntyre |

| 16 februari 2018 21:10 | Zweden | 1–0 (1–0, 0–0, 0–0) | Duitsland | Kwandong Hockey Centre Toeschouwers: 3.077 |

| Wedstrijdreferentie                               | Wedstrijdreferentie | Wedstrijdreferentie | Wedstrijdreferentie | Wedstrijdreferentie                                                                            |
| ------------------------------------------------- | ------------------- | ------------------- | ------------------- | ---------------------------------------------------------------------------------------------- |
|                                                   | Jhonas Enroth       | Goalies             | Timo Pielmeier      | Scheidsrechters: Timothy Mayer Konstantin Olenin Grensrechters: Roman Kaderli Nathan Vanoosten |
| V. Stålberg (P. Zackrisson, A. Bergström) – 02:00 | 1–0                 |                     |                     | Scheidsrechters: Timothy Mayer Konstantin Olenin Grensrechters: Roman Kaderli Nathan Vanoosten |
| 10 min                                            | Penalty's           | 6 min               |                     | Scheidsrechters: Timothy Mayer Konstantin Olenin Grensrechters: Roman Kaderli Nathan Vanoosten |
| 26                                                | Schoten             | 28                  |                     | Scheidsrechters: Timothy Mayer Konstantin Olenin Grensrechters: Roman Kaderli Nathan Vanoosten |

| 18 februari 2018 12:10 | Duitsland | 2–1 GWS (0–0, 1–0, 0–1) (OT: 0–0) (SO: 1–0) | Noorwegen | Gangneung Hockey Centre Toeschouwers: 5.534 |

| Wedstrijdreferentie                        | Wedstrijdreferentie  | Wedstrijdreferentie                              | Wedstrijdreferentie | Wedstrijdreferentie                                                                        |
| ------------------------------------------ | -------------------- | ------------------------------------------------ | ------------------- | ------------------------------------------------------------------------------------------ |
|                                            | Danny aus den Birken | Goalies                                          | Lars Haugen         | Scheidsrechters: Mark Lemelin Anssi Salonen Grensrechters: Jimmy Dahmen Aleksandr Otmachov |
| P. Hager (D. Kahun, B. Macek) (PP) – 32:53 | 1–0 1–1              | 45:19 – A. Reichenberg (J. Holøs, A. Bastiansen) |                     | Scheidsrechters: Mark Lemelin Anssi Salonen Grensrechters: Jimmy Dahmen Aleksandr Otmachov |
| 10 min                                     | Penalty's            | 55 min                                           |                     | Scheidsrechters: Mark Lemelin Anssi Salonen Grensrechters: Jimmy Dahmen Aleksandr Otmachov |
| 38                                         | Schoten              | 29                                               |                     | Scheidsrechters: Mark Lemelin Anssi Salonen Grensrechters: Jimmy Dahmen Aleksandr Otmachov |

| 18 februari 2018 21:10 | Zweden | 3–1 (1–0, 0–1, 2–0) | Finland | Kwandong Hockey Centre Toeschouwers: 3.861 |

| Wedstrijdreferentie                                                                                               | Wedstrijdreferentie | Wedstrijdreferentie                              | Wedstrijdreferentie | Wedstrijdreferentie                                                                         |
| --- | ------------------- | ------------------------------------------------ | ------------------- | ------------------------------------------------------------------------------------------- |
| | Viktor Fasth        | Goalies                                          | Mikko Koskinen      | Scheidsrechters: Oliver Gouin Antonín Jeřábek Grensrechters: Roman Kaderli Lukas Kohlmüller |
| A. Lander (L. Omark, V. Fasth) – 14:53 P. Zackrisson (J. Fransson) – 48:53 O. Möller (L. Omark) (PP, ENG) – 59:55 | 1–0 1–1 2–1 3–1     | 21:32 – J. Kemppainen (M. Koivisto, J. Junttila) |                     | Scheidsrechters: Oliver Gouin Antonín Jeřábek Grensrechters: Roman Kaderli Lukas Kohlmüller |
| 10 min | Penalty's           | 14 min                                           |                     | Scheidsrechters: Oliver Gouin Antonín Jeřábek Grensrechters: Roman Kaderli Lukas Kohlmüller |
| 23 | Schoten             | 19                                               |                     | Scheidsrechters: Oliver Gouin Antonín Jeřábek Grensrechters: Roman Kaderli Lukas Kohlmüller |

## Knock-outfase

### Ranking
| Rank | Team                           | Groep | Pos | WG | Ptn | DS  | GV | IIHF Rank |
| ---- | ------------------------------ | ----- | --- | -- | --- | --- | -- | --------- |
| 1D   | Zweden                         | C     | 1   | 3  | 9   | +7  | 8  | 3         |
| 2D   | Tsjechië                       | A     | 1   | 3  | 8   | +5  | 9  | 6         |
| 3D   | Olympische atleten uit Rusland | B     | 1   | 3  | 6   | +9  | 14 | 2         |
| 4D   | Canada                         | A     | 2   | 3  | 7   | +7  | 11 | 1         |
| 5D   | Finland                        | C     | 2   | 3  | 6   | +5  | 11 | 4         |
| 6D   | Slovenië                       | B     | 2   | 3  | 4   | -4  | 8  | 15        |
| 7D   | Verenigde Staten               | B     | 3   | 3  | 4   | -4  | 4  | 5         |
| 8D   | Zwitserland                    | A     | 3   | 3  | 3   | +1  | 10 | 7         |
| 9D   | Duitsland                      | C     | 3   | 3  | 2   | -3  | 4  | 8         |
| 10D  | Slowakije                      | B     | 4   | 3  | 4   | -1  | 6  | 11        |
| 11D  | Noorwegen                      | C     | 4   | 3  | 1   | -9  | 2  | 9         |
| 12D  | Zuid-Korea                     | A     | 4   | 3  | 0   | -13 | 1  | 21        |

### Schema
| Play-offs | Play-offs        | Play-offs |  |  | Kwartfinale | Kwartfinale                    | Kwartfinale |  |  | Halve finale | Halve finale                   | Halve finale |  |           | Finale    | Finale                              | Finale |
|           |                  |           |  |  |             |                                |             |  |  |              |                                |              |  |           |           |                                     |        |
|           |                  |           |  |  |             |                                |             |  |  |              |                                |              |  |           |           |                                     |        |
|           |                  |           |  |  | 1           | Tsjechië (GWS)                 | 3           |  |  |              |                                |              |  |           |           |                                     |        |
| 8         | Verenigde Staten | 5         |  |  | P1          | Verenigde Staten               | 2           |  |  |              |                                |              |  |           |           |                                     |        |
| 9         | Slowakije        | 1         |  |  |             |                                |             |  |  | KF1          | Tsjechië                       | 0            |  |           |           |                                     |        |
|           |                  |           |  |  |             |                                |             |  |  | KF2          | Olympische atleten uit Rusland | 3            |  |           |           |                                     |        |
|           |                  |           |  |  | 2           | Olympische atleten uit Rusland | 6           |  |  |              |                                |              |  |           |           |                                     |        |
| 5         | Slovenië         | 1         |  |  | P2          | Noorwegen                      | 1           |  |  |              |                                |              |  |           |           |                                     |        |
| 12        | Noorwegen (OT)   | 2         |  |  |             |                                |             |  |  |              |                                |              |  |           | HF1       | Olympische atleten uit Rusland (OT) | 4      |
|           |                  |           |  |  |             |                                |             |  |  |              |                                |              |  |           | HF2       | Duitsland                           | 3      |
|           |                  |           |  |  | 3           | Canada                         | 1           |  |  |              |                                |              |  |           |           |                                     |        |
| 6         | Finland          | 5         |  |  | P3          | Finland                        | 0           |  |  |              |                                |              |  |           |           |                                     |        |
| 11        | Zuid-Korea       | 2         |  |  |             |                                |             |  |  | KF3          | Canada                         | 3            |  |           |           |                                     |        |
|           |                  |           |  |  |             |                                |             |  |  | KF4          | Duitsland                      | 4            |  |           |           |                                     |        |
|           |                  |           |  |  | 4           | Zweden                         | 3           |  |  |              |                                |              |  | 3e plaats | 3e plaats | 3e plaats                           |        |
| 7         | Zwitserland      | 1         |  |  | P4          | Duitsland (OT)                 | 4           |  |  |              |                                |              |  |           | HF1       | Tsjechië                            | 4      |
| 10        | Duitsland (OT)   | 2         |  |  |             |                                |             |  |  |              |                                |              |  |           | HF2       | Canada                              | 6      |

### Wedstrijden

#### Play-offs
| 20 februari 2018 12:10 UTC+9 (4:10 MET) | Verenigde Staten | 5–1 (0–0, 3–1, 2–0) | Slowakije | Gangneung Hockey Centre Toeschouwers: 6.391 |

| |                         |                                          |  | Scheidsrechter: Aleksi Rantala |
| R. Donato (M. Gilroy, T. Terry) – 21:36 J. Wisniewski (T. Terry) (PP2) – 22:20 M. Arcobello (T. Terry) – 33:30 G. Roe (B. Little, B. O'Neill) – 49:52 R. Donato (J. Wisniewski) (PP) – 56:46 | 1–0 2–0 3–0 3–1 4–1 5–1 | 36:54 – P. Čerešňák (D. Graňák, L. Nagy) |  |                                |
| |                         |                                          |  |                                |
| |                         |                                          |  |                                |

| 20 februari 2018 16:40 UTC+9 (8:40 MET) | Slovenië | 1–2 OT (1–0, 0–0, 0–1) (OT: 0–1) | Noorwegen | Gangneung Hockey Centre Toeschouwers: 6.312 |

|                                   |             |                                                                                                   |  | Scheidsrechter: Daniel Stricker |
| J. Urbas (J. Muršak) (PP) – 06:38 | 1–0 1–1 1–2 | 43:06 – T. Kristiansen (M. Røymark, A. Bastiansen) 63:06 – A. Bonsaksen (Rosseli Olsen, Thoresen) |  |                                 |
|                                   |             |                                                                                                   |  |                                 |
|                                   |             |                                                                                                   |  |                                 |

| 20 februari 2018 21:10 UTC+9 (13:10 MET) | Finland | 5–2 (1–0, 2–2, 2–0) | Zuid-Korea | Gangneung Hockey Centre Toeschouwers: 5.409 |

| |                             |                                                                   |  | Scheidsrechter: Roman Gofman |
| P. Kontiola (Tolvanen, Kemppainen) (PP) – 04:42 Kontiola (S. Lepistö, E. Tolvanen) (PP) – 23:44 M. Heiskanen (E. Tolvanen) – 26:23 J. Hietanen (O. Osala, V. Savinainen) (PP) – 47:20 S. Manninen (Hietanen, Koskiranta) (ENG) – 59:53 | 1–0 2–0 3–0 3–1 3–2 4–2 5–2 | 30:06 – B. Radunske (E. Regan, Kim S.) 32:09 – Ahn J. (Shin S-h.) |  |                              |
| |                             |                                                                   |  |                              |
| |                             |                                                                   |  |                              |

| 20 februari 2018 21:10 UTC+9 (13:10 MET) | Zwitserland | 1–2 OT (0–1, 1–0, 0–0) (OT: 0–1) | Duitsland | Kwandong Hockey Centre Toeschouwers: 2.878 |

|                                        |             |                                                                                           |  | Scheidsrechter: Jan Hribik |
| S. Moser (A. Ambühl, P. Suter) – 23:40 | 0–1 1–1 1–2 | 01:19 – L. Pföderl (F. Hördler, P. Hager) (PP) 60:26 – Y. Seidenberg (D. Kahun, F. Mauer) |  |                            |
|                                        |             |                                                                                           |  |                            |
|                                        |             |                                                                                           |  |                            |

#### Kwartfinale
| 21 februari 2018 12:10 UTC+9 (4:10 MET) | Tsjechië | 3–2 GWS (1–1, 1–1, 0–0) (OT: 0–0) (SO: 1–0) | Verenigde Staten | Gangneung Hockey Centre Toeschouwers: 2.948 |

|                                                                         |                 |                                                                  |  | Scheidsrechter: Oliver Gouin |
| J. Kolář (J. Kovář) – 15:12 T. Kundrátek (M. Růžička, V. Mozík) – 28:14 | 0–1 1–1 2–1 2–2 | 06:20 – R. Donato (T. Terry) 30:23 – J. Slater (B. O'Neill) (SH) |  |                              |
|                                                                         |                 |                                                                  |  |                              |
|                                                                         |                 |                                                                  |  |                              |

| 21 februari 2018 16:40 UTC+9 (8:40 MET) | Olympische atleten uit Rusland | 6–1 (3–0, 2–1, 1–0) | Noorwegen | Gangneung Hockey Centre Toeschouwers: 3.553 |

| |                             |                                              |  | Scheidsrechter: Jan Hribik |
| M. Grigorenko (I. Kabloekov, I. Telegin) – 08:54 N. Goesev (S. Mozjakin, P. Datsjoek) (PP) – 13:25 V. Vojnov (N. Goesev, K. Kaprizov) – 19:20 S. Kalinin (I. Kovaltsjoek, V. Vojnov) (PP) – 28:35 N. Nesterov (N. Goesev, P. Datsjoek) (PP) – 33:06 I. Telegin (M. Grigorenko, I. Kabloekov) – 53:15 | 1–0 2–0 3–0 3–1 4–1 5–1 6–1 | 27:21 – A. Bonsaksen (M. Olimb, K. A. Olimb) |  |                            |
| |                             |                                              |  |                            |
| |                             |                                              |  |                            |

| 21 februari 2018 21:10 UTC+9 (13:10 MET) | Canada | 1–0 (0–0, 0–0, 1–0) | Finland | Gangneung Hockey Centre Toeschouwers: 2.265 |

|                               |     |  |  | Scheidsrechter: Antonín Jeřábek |
| M. Noreau (E. O'Dell) – 40:55 | 1–0 |  |  |                                 |
|                               |     |  |  |                                 |
|                               |     |  |  |                                 |

| 21 februari 2018 21:10 UTC+9 (13:10 MET) | Zweden | 3–4 OT (0–2, 0–0, 3–1) (OT: 0–1) | Duitsland | Kwandong Hockey Centre Toeschouwers: 2.092 |

| |                             | |  | Scheidsrechter: Mark Lemelin |
| A. Lander (R. Dahlin, L. Omark) – 46:25 P. Hersley (L. Omark, M. Wikstrand) (PP) – 49:35 M. Wikstrand (P. Zackrisson) – 51:37 | 0–1 0–2 1–2 1–3 2–3 3–3 3–4 | 13:48 – C. Ehrhoff (P. Hager, F. Schütz) (PP) 14:17 – M. Noebels (M. Kink) 48:28 – D. Kahun (F. Mauer) 61:30 – P. Reimer (Y. Ehliz, D. Boyle) |  |                              |
| |                             | |  |                              |
| |                             | |  |                              |

#### Halve finale
| 23 februari 2018 16:40 UTC+9 (8:40 MET) | Tsjechië | 0–3 (0–0, 0–2, 0–1) | Olympische atleten uit Rusland | Gangneung Hockey Centre Toeschouwers: 4.330 |

|  |             | |  | Scheidsrechter: Brett Iverson |
|  | 0–1 0–2 0–3 | 27:47 – N. Goesev (Datsjoek) 28:14 – V. Gavrikov (I. Telegin, M. Grigorenko) 59:39 – I. Kovaltsjoek (A. Zoeb, A. Zoebarev) (ENG) |  |                               |
|  |             | |  |                               |
|  |             | |  |                               |

| 23 februari 2018 21:10 UTC+9 (13:10 MET) | Canada | 3–4 (0–1, 1–3, 2–0) | Duitsland | Gangneung Hockey Centre Toeschouwers: 4.057 |

| |                             | |  | Scheidsrechter: Jozef Kubuš |
| G. Brulé (C. Lee, M. Noreau) (PP) – 28:17 M. Robinson (C. Thomas, M. Raymond) – 42:42 D. Roy (C. Lee, M. Noreau) (PP) – 49:42 | 0–1 0–2 0–3 1–3 1–4 2–4 3–4 | 14:43 – B. Macek (D. Kahun) (PP2) 23:21 – M. Plachta (P. Hager) 26:49 – F. Mauer (M. Goc, D. Wolf) 32:31 – P. Hager (M. Plachta, F. Schütz) (PP) |  |                             |
| |                             | |  |                             |
| |                             | |  |                             |

#### Bronzen finale
| 24 februari 2018 21:10 UTC+9 (13:10 MET) | Tsjechië | 4–6 (1–3, 0–0, 3–3) | Canada | Gangneung Hockey Centre Toeschouwers: 4.807 |

| |                                         | |  | Scheidsrechter: Timothy Mayer |
| M. Růžička (R. Červenka) – 09:13 J. Kovář (R. Horák, M. Řepík) (EA) - 46:36 R. Červenka (J. Nakládal, T. Mertl) – 56:26 R. Červenka (A. Polášek, V. Mozík) (PP, EA) – 57:55 | 0–1 1–1 1–2 1–3 1–4 2–4 2–5 2–6 3–6 4–6 | 08:57 – A. Ebbett (M. Robinson, M. Gragnani) (PP) 09:28 – C. Kelly (C. Goloubef, R. Klinkhammer) 15:57 – D. Roy (B. Kozun, R. Bourque) 45:50 – A. Ebbett (B. Kozun, C. Goloubef) 49:37 – C. Kelly (R. Klinkhammer) 55:23 – W. Wolski (Q. Howden) |  |                               |
| |                                         | |  |                               |
| |                                         | |  |                               |

#### Finale
| 25 februari 2018 13:10 UTC+9 (5:10 MET) | Olympische atleten uit Rusland | 4–3 OT (1–0, 0–1, 2–2) (OT: 1–0) | Duitsland | Gangneung Hockey Centre Toeschouwers: 5.075 |

| |                             | |  | Scheidsrechter: Mark Lemelin |
| V. Vojnov (N. Goesev, K. Kaprizov) – 19:59 N. Goesev (K. Kaprizov, Datsjoek) – 53:21 N. Goesev (A. Zoeb, K. Kaprizov) (SH, EA) – 59:04 K. Kaprizov (N. Goesev, V. Vojnov) (PP) – 69:40 | 1–0 1–1 2–1 2–2 2–3 3–3 4–3 | 29:32 – F. Schütz (B. Macek, P. Hager) 53:31 – D. Kahun (F. Mauer, Y. Ehliz) 56:44 – J. Müller (Y. Ehliz, F. Hördler) |  |                              |
| |                             | |  |                              |
| |                             | |  |                              |

Antwerpen 1920 · 
Chamonix 1924 · 
St. Moritz 1928 · 
Lake Placid 1932 · 
Garmisch-Partenkirchen 1936 · 
St. Moritz 1948 · 
Oslo 1952 · 
Cortina d'Ampezzo 1956 · 
Squaw Valley 1960 · 
Innsbruck 1964 · 
Grenoble 1968 · 
Sapporo 1972 · 
Innsbruck 1976 · 
Lake Placid 1980 · 
Sarajevo 1984 · 
Calgary 1988 · 
Albertville 1992 · 
Lillehammer 1994 · 
Nagano 1998 · 
Salt Lake City 2002 · 
Turijn 2006 · 
Vancouver 2010 · 
Sotsji 2014 · 
Pyeongchang 2018 · 
Peking 2022

Lijst van olympische medaillewinnaars
Alpineskiën · Biatlon · Bobsleeën · Curling · Freestyleskiën · Kunstrijden · Langlaufen · Noordse combinatie · Rodelen · Schaatsen · Schansspringen · Shorttrack · Skeleton · Snowboarden · IJshockey